# American Stock Exchange
NYSE Amex Equities, cunoscut oficial ca American Stock Exchange (AMEX) a fost o bursă de valori americană situată în New York City.